# Diggy Simmons
Diggy, de son vrai nom Daniel Dwayne Simmons III, né le 21 mars 1995 dans le Queens, New York, est un rappeur américain. Il était, aux côtés de sa famille, l'un des principaux acteurs d'une émission de téléréalité, Une famille de Rev', diffusée sur MTV de 2005 à 2009. Il est également le plus jeune membre du collectif de hip-hop All City Chess Club.

## Biographie

### Jeunesse et débuts (1995–2010)
Diggy est le deuxième enfant de Joseph Simmons - ancien membre de Run-D.M.C. - avec son épouse actuelle, Justin Simmons. Il a deux demi-sœurs, Vanessa et Angela et un demi-frère, Joseph Jr. nés de la première union de son père avec Valerie Simmons. Il a également un frère Russell et une sœur adoptive, Miley. Il est aussi censé avoir une petite sœur nommée Victoria mais celle-ci est décédée à sa naissance.
Diggy réalise sa première mixtape, The First Flight, en 2009,. Elle compte plus de 100 000 téléchargements sur son blog. À la suite de la publication de cette première mixtape, cinq maisons de disque lui proposent un contrat et il  choisit de signer avec Atlantic Records. Début 2010, Diggy réalise une vidéo de lui-même faisant un freestyle sur la chanson de Nas, 'Made You Look. La vidéo devient vite incontournable et recueille les éloges de Kanye West, qui déclare sur Twitter : « Je savais que ce gamin [allait] le faire. Je le savais. »
Airborne, la deuxième mixtape de Diggy, est publiée en 2010. Elle précède du titre Oh Yeah!, auquel participent Pharrell Williams et Lupe Fiasco. Extrait de la mixtape, le morceau Great Expectations est utilisé la même année pour illustrer un spot publicitaire d'AT&T sur les chaînes de télévision nationales. Diggy publie sa troisième mixtape, Past Presents Future, en décembre 2010. L'album, réalisé avec la participation de DJ Premier, propose des samples de chansons des années 1980 et 1990 par des artistes tels que Nas, A Tribe Called Quest et Rakim. Un clip est réalisé pour le titre Shook Ones, avec des samples de la chanson éponyme de Mobb Deep.

### Éloges etUnexpected Arrival(2011–2012)
Au début de l'année 2011, Diggy Simmons est nommé l'un des « artistes à surveiller » par le magazine Billboard, et est sélectionné pour l'« Annual Freshmen List » du magazine XXL. Click Clack Away, une chanson en collaboration avec Bruno Mars, filtre sur Internet en mai 2011. Diggy déclare, par la suite, que le morceau ne serait donc pas inclus sur son premier album studio, prêt à être mis en vente d'ici la fin de l'année,.
Diggy publie son premier titre en collaboration avec un label, Copy, Paste, peu de temps après. Le clip du morceau est réalisé par Phil the God, qui avait déjà dirigé Made You Look, What They Been Waiting For et Shook Ones. Diggy a interprété le morceau lors du spectacle pour les BET Awards 2011. Copy, Paste atteint la 29e place du Hot R&B/Hip-Hop Songs en septembre. Ce même mois, Diggy réalise la chanson Just Begun tout en « tweettant » que ce morceau n'allait pas être sur l'album.
Diggy collabore aux singles Like 'Em All de Jacob Latimore, Mrs. Right des Mindless Behavior et Yeah Right de Dionne Bromfield. Yeah Right atteint la 36e place du UK Singles Chart en avril 2011. Le 24 octobre 2011, Diggy sort Do It Like You, un morceau en collaboration avec Jeremih bénéficiant d'un clip, en tant que premier extrait officiel de son album à venir. Le 24 février, la chanson 88 est réalisée en tant que troisième single officiel. Le morceau est réalisé avec Jadakiss et bénéficie lui aussi d'un clip. Ces deux chansons se retrouvent sur le premier album de Diggy, Unexpected Arrival, sorti le 20 mars 2012. Deux clips correspondant à deux chansons de l'album, Two Up et 4 Letter Word, de nouveau réalisés par Phil The God, sont mis en ligne au mois de mai 2012.

### Out of This World(depuis 2013)
Simmons annonce la sortie d'une quatrième mixtape intitulée, Out of This World sur Twitter. Out of This World est prévu pour 2013, mais aucune publication ne voit encore le jour. Le 22 décembre 2013, Simmons publie un single non-officiel après un an de silence, intitulé Mama Said en featuring avec B.o.B et Key Wane. En mai 2014, Simmons publie le premier single de son futur EP Out of This World intitulé My Girl avec Trevor Jackson. le clip de My Girl est publié le 7 mai 2014. Le 10 février 2015, Simmons un premier single 
en trois ans, Ain't Bout to Do avec French Montana. Après ça, Diggy publie un second single, Can't Relate avec Yo Gotti le 9 avril 2015.

## Influences
Diggy cite de nombreux rappeurs dans ses influences, comme Jay-Z, Nas, Kanye West, Lupe Fiasco, Pharrell Williams, A Tribe Called Quest et Wu-Tang Clan. Il exprime également son intérêt pour la musique alternative, y compris pour des groupes tels que Maroon 5, Passion Pit et Arctic Monkeys. Il déclare que c'était un genre qu'il voudrait essayer à l'avenir.

## Activités annexes
En 2010, Diggy lance une ligne de baskets urbaines appelée Chivalrous Culture. Il dit puiser son inspiration à partir d'autres artistes tels que Kanye West et Jay-Z. Le premier modèle de chaussure lancé est nommé la Hamachi. En 2011, il révèle l'arrêt de Chiv Culture.
En janvier 2017, il fait partie des Millennials qui défilent pour Dolce & Gabbana lors de la Fashion Week automne-hiver de Milan, aux côtés de Juanpa Zurita, Cameron Dallas, Austin Mahone ou encore Lucky Blue Smith.

## Discographie

### Album studio
- 2012 : Unexpected Arrival

### Mixtapes
- 2009 : The First Flight
- 2010 : Airborne
- 2010 : Past Present(s) Future

### Singles
| Titre                        | Année | Album              |
| ---------------------------- | ----- | ------------------ |
| Copy, Paste                  | 2011  | Unexpected Arrival |
| Do It Like You feat. Jeremih | 2011  | Unexpected Arrival |
| 88 feat. Jadakiss            | 2012  | Unexpected Arrival |
| Two Up                       | 2012  | Unexpected Arrival |
| 4 Letter Word                | 2012  | Unexpected Arrival |
| My Girl feat. Trevor Jackson | 2014  | –                  |

### Collaborations
| Titre                                      | Année | Album                  |
| ------------------------------------------ | ----- | ---------------------- |
| Like 'Em All feat. Jacob Latimore          | 2010  | You Come First Tour Ep |
| Yeah Right feat. Dionne Bromfield          | 2011  | Good For The Sool      |
| Mrs. Right feat. Mindless Behavior         | 2011  | #1 Girl                |
| Blast Off feat. Jacob Latimore             | 2012  | This Is Me             |
| Wuzzup Wit Me feat. Yung Damon & Alley Boy | 2012  |                        |
| Chillin feat. Lil' Warren                  | 2014  |                        |

## Clips vidéos
| Titre                        | Année | Album                  | Réalisateur  |
| ---------------------------- | ----- | ---------------------- | ------------ |
| Made You Look                | 2010  | Aucun                  | Phil The God |
| What They Been Waiting For   | 2010  | Airborne               | Phil The God |
| S550                         | 2010  | Airborne               |              |
| Shook Ones                   | 2010  | Past Present(s) Future | Phil The God |
| Copy Paste                   | 2011  | Unexpected Arrival     | Phil The God |
| Do It Like You feat. Jeremih | 2011  | Unexpected Arrival     | Phil The God |
| 88 feat.Jadakiss             | 2012  | Unexpected Arrival     | Pil The God  |
| Two Up                       | 2012  | Unexpected Arrival     | Clifton Bell |
| 4 Letter World               | 2012  | Unexpected Arrival     | Phil The God |
| My Girl feat. Trevor Jackson | 2014  | Aucun                  | Garen        |

| Titre                 | Artiste                       | Année | Album                  | Réalisateur             |
| --------------------- | ----------------------------- | ----- | ---------------------- | ----------------------- |
| Up And Running        | Jessica Jarrell               | 2010  | –                      | Fatima Robinson         |
| Like 'Em All          | Jacob Latimore feat. Diggy    | 2010  | You Come First Tour Ep | -                       |
| Yeah Right            | Dionne Bromfield feat. Diggy  | 2011  | Good For The Soul      | Emil Nava               |
| Mrs. Right            | Mindless Behavior feat. Diggy | 2011  | #1 Girl                | Brett Ratner            |
| So Long I'm Your Love | Giovanni Angelo feat. Diggy   | 2014  | Part Of Me             | Ryan Leslie & Gil Green |

## Distinctions

### Récompenses
- NAACP Image Awards 2012 : « Nouvel artiste exceptionnel »
- BET Awards 2012 : « Jeune star »

### Nominations
- Teen Choice Awards 2007 : « Star masculine de téléréalité/variété » pour Une famille de rêve
- BET Awards 2011 : « Jeune star »
- BET Awards 2012 : « Meilleur nouvel artiste »